# 宮崎八郎
宮崎 八郎（みやざき はちろう、1851年（嘉永4年）- 1877年（明治10年）4月6日）は、肥後国出身の自由民権運動家。中江兆民との親交を重ね、「九州のルソー」と呼ばれた。西南戦争で西郷隆盛を支援し、26歳にして志半ばで戦死した。

## 生涯
肥後国玉名郡荒尾村（現・熊本県荒尾市）の郷士・宮崎政賢（宮崎長兵衛/長蔵）・佐喜夫妻の次男として生まれる。弟に宮崎民蔵、宮崎彌蔵、宮崎滔天がいた。父には山東家伝二天一流を弟たちとともに習っている。1864年（元治元年）元服し長州征伐に父とともに従軍する。時習館に通う。1870年（明治3年）上京。1874年（明治7年）『征韓之議』を提出する。
ルソーの『社会契約論』の部分訳である中江兆民の『民約論』に影響を受ける。1875年（明治8年）4月26日、熊本県植木町に植木学校（校長は平川惟一、八郎は学務委員）を設立したが10月末で閉校する。東京の評論新聞社に入社。1877年（明治10年）、鹿児島県で西郷隆盛の私学校が西南戦争をおこすと、民権家同士と熊本協同隊を結成し2月21日に川尻で薩摩軍に合流、桐野利秋のもとで共に政府軍を相手に戦う。4月6日、熊本県八代郡八代萩原堤（現・八代市）で戦死。

## 伝記
- 上村希美雄『宮崎兄弟伝　日本篇』葦書房 上・下、1984年。全6冊
- 山本博昭『近代を駆け抜けた男　宮崎八郎とその時代』書肆侃侃房、2014年